# БМО-Т
БМО-Т (Объект 564) — российская тяжёлая боевая машина огнемётчиков. Предназначается для транспортировки вооружения и личного состава огнемётного отделения при контакте с противником. БМО-Т представляет собой довольно редкий вид бронетехники — тяжелый бронетранспортер на шасси боевого танка без башни, близким аналогом могут считаться израильские «Ахзарит» и «Намер», а также разрабатываемый Т-15.

## Серийное производство
БМО-Т принята на вооружение в 2001 году
В 2009 году Государственный Оборонный заказ предусматривал поставку как минимум двух единиц БМО-Т в в/ч 91416. Стоимость одной единицы БМО-Т на 2009 год составляла 12 322 050 рублей 00 копеек.
Состоит на вооружении 1-й мобильной бригады РХБЗ (п. Шиханы), 6-й отдельной танковой бригады (п. Мулино, Нижегородская область) и 39-го полка РХБЗ (п. Октябрьский).

## Описание конструкции

### Броневой корпус и башня
Боевая машина огнемётчиков создана на базе узлов и агрегатов ОБТ Т-72. БМО-Т разделена на два отделения: моторно-трансмиссионное и отделение управления (которое совмещено с десантным отделением).
Над обитаемым отсеком имеется коробчатая броневая надстройка. В отсеке находятся два члена экипажа (механик-водитель и командир), а также имеется 7 мест для десанта.
Так как БМО-Т выполнена на базе Т-72, лобовая броня обеспечивает защиту экипажа на уровне основного боевого танка. В боковых стенках установлено вспомогательное оборудование.
С небольшим смещением к левому борту на крыше машины имеется башенка командира, которая установлена на опорно-поворотное устройство. На башенке размещён пулемёт с дистанционным управлением. Внутри боевого отделения на стеллажах находится боекомплект по походному. Для выхода десанта на крыше имеются выходные люки, также имеется дополнительный люк в задней стенке.

### Вооружение
В качестве основного вооружения используется зенитный 12,7-мм пулемёт Корд. Возимый боекомплект составляет 1000 патронов.
Кроме пулемёта в машине имеется 30 единиц 93-мм огнемётов РПО-А «Шмель».
Для постановки дымовых завес на БМО-Т установлены 12 81-мм гранатомётов системы 902А из состава комплекса электрооптической активной защиты от высокоточного оружия «Штора».

### Средства наблюдения и связи
Для наблюдения за обстановкой у командира установлены следующие приборы наблюдения:
1. Прибор наблюдения командира ТКН-3;
2. Прибор наблюдения электрообогревный ТНПО-160;
3. Осветитель ОУ-3ГК (или ОУ-3ГКМ) с инфракрасным светофильтром.

В состав приборов наблюдения механика-водителя входят:
1. Прибор наблюдения механика-водителя электрообогревный ТНПО-168В;
2. Прибор наблюдения ТНПА-65;
3. Ночной прибор наблюдения механика-водителя ТВНЕ-4Б;
4. Инфракрасная фара ФГ-125.

Для десанта в машине установлены: 2 прибора наблюдения ТНП-165А, 3 прибора наблюдения заднего вида ТНПТ-3, а также два прибора наблюдения ТНПА-65.
Для связи используется радиостанция Р-174.

### Двигатель и трансмиссия
В качестве силовой установки на БМО-Т используется многотопливный двигатель В-84-1 или В-84М. В машине установлено несколько топливных баков. Объём носовых баков составляет 347 литров, бортовых — 961 литр. Для удаления пыли из пылесборника используется двухступенчатый воздухоочиститель с эжекционным удалением. В роли первой ступени выступает циклонный аппарат, в роли второй — кассеты.
В качестве основной используется воздушная система пуска, дублирует её электрическая система. Кроме того, для облегчения впрыска используются системы подогрева впускного воздуха, а также форсуночный подогреватель охлаждающей жидкости и масла. Воздушная система силовой установки представляет собой двухцилиндровый поршневой компрессор АК-150СВ. Рабочее давление компрессора составляет 120..160 кгс/см.
Силовая передача механическая с повышающим редуктором, бортовыми коробками передач и соосными передачами. Повышающий редуктор имеет привода на компрессор, стартер и вентилятор системы охлаждения. Коробки передач механические планетарного типа с гидравлическим включением фрикционов.
Машина БМО-Т имеет 7 передних и одну заднюю передачу.

### Ходовая часть
В БМО-Т используется гусеничный движитель. Ведущие колёса расположены сзади. Гусеничная лента металлическая с металлическими или резино-металлическими шарнирами. В одной гусеничной ленте имеется 97 звеньев.
В качестве опорных используются двухдисковые катки с наружной амортизацией. С каждого борта имеется по 6 опорных катков.
В роли поддерживающих применяются однобандажные катки с внутренней амортизацией. С каждого борта имеется по 3 поддерживающих катка.
Подвеска применяется индивидуальная торсионная, на 1, 2 и 5 опорных катках имеются гидравлические лопастные амортизаторы.

### Специальное оборудование
Для защиты экипажа и десанта от средств массового поражения в БМО-Т имеется коллективная система вентиляции и защиты, обеспечивающая надёжную защиту от поражающих факторов ядерного взрыва, химического оружия и бактериологического оружия.
В случае возникновения пожара в БМО-Т имеется автоматическая система пожаротушения трёхкратного действия.
Для самоокапывания БМО-Т имеет встроенное оборудование для самоокапывания бульдозерного типа.

## Публичный показ

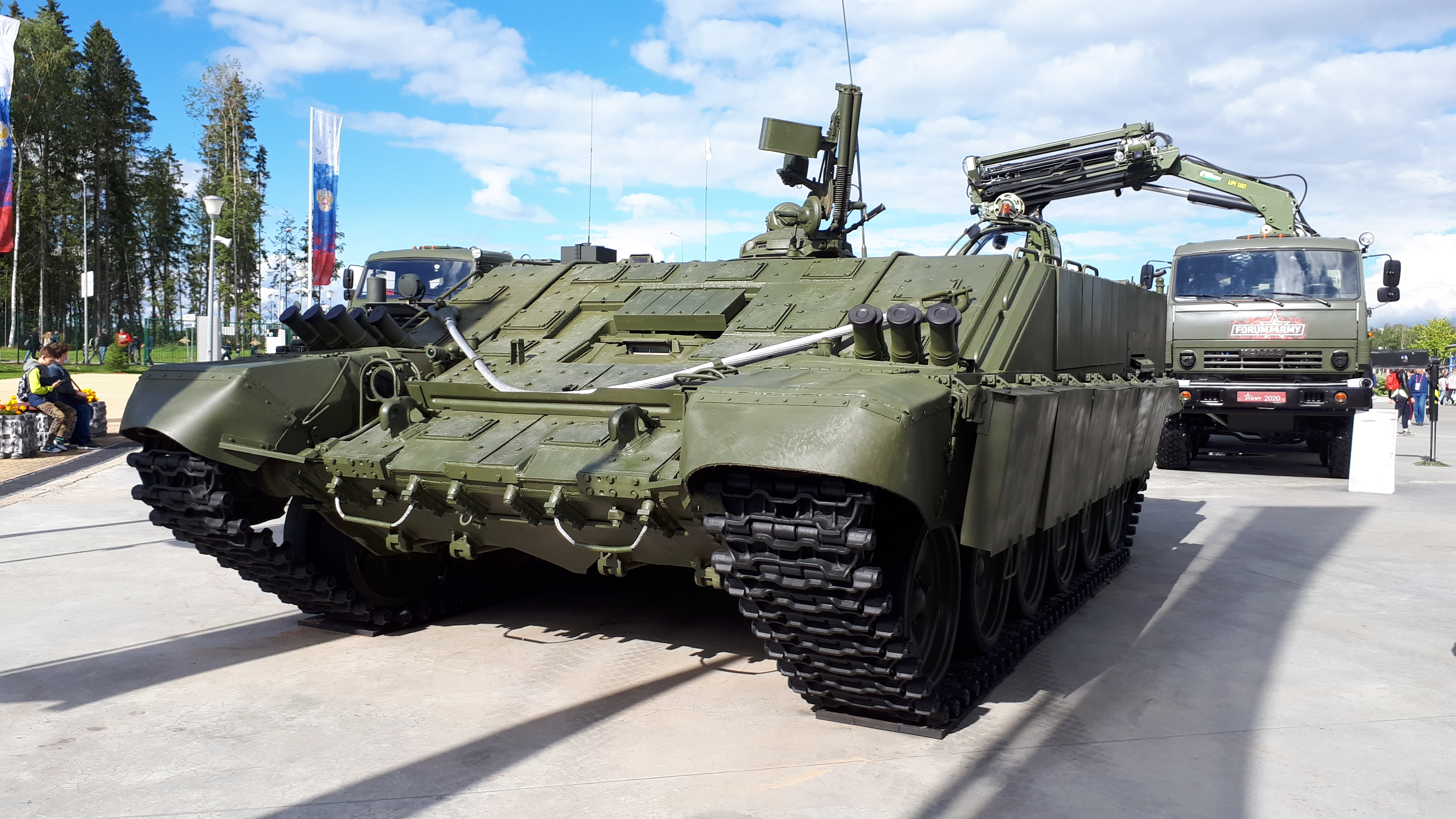
БМО-Т на выставке Армия-2021.

Была продемонстрирована на Международной выставке высокотехнологичной техники и вооружения «ВТТВ-Омск-2011» на полигоне 242-го ОУЦ ВДВ в посёлке Светлый. При этом на самой выставке никаких сведений о машине представлено не было, в статичной экспозиции не выставлялась.
Участвовали на Параде Победы 9 мая 2015 года в Екатеринбурге.

## Боевое применение

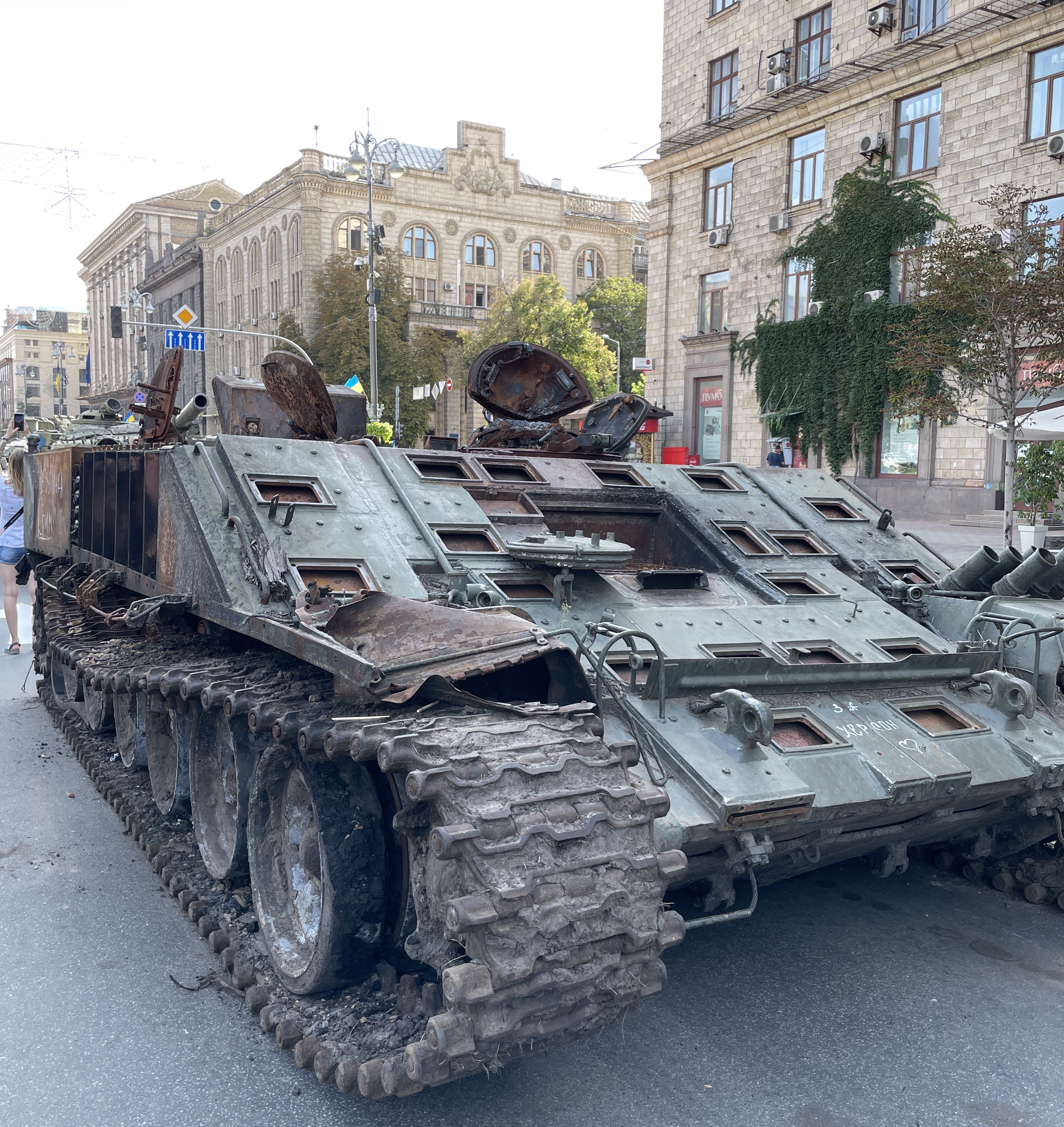
БМО-Т на выставке уничтоженной российской техники на Крещатике в Киеве, август 2022

3 машины были уничтожены в ходе Российско-Украинской войны. Одна из машин выставлялась на центральной улице Киева на Крещатике. О какой-либо прочей информации касательно их применения неизвестно.

## Операторы
- Россия — некоторое количество по состоянию на 2024 год[12].
- Украина — 1 БМО-Т была захвачена в ходе Российско-Украинской войны[13]

## Изображения
Тяжёлая боевая машина огнемётчиков БМО-Т на учениях частей и подразделений войск радиационной, химической и биологической защиты на Шиханском полигоне:

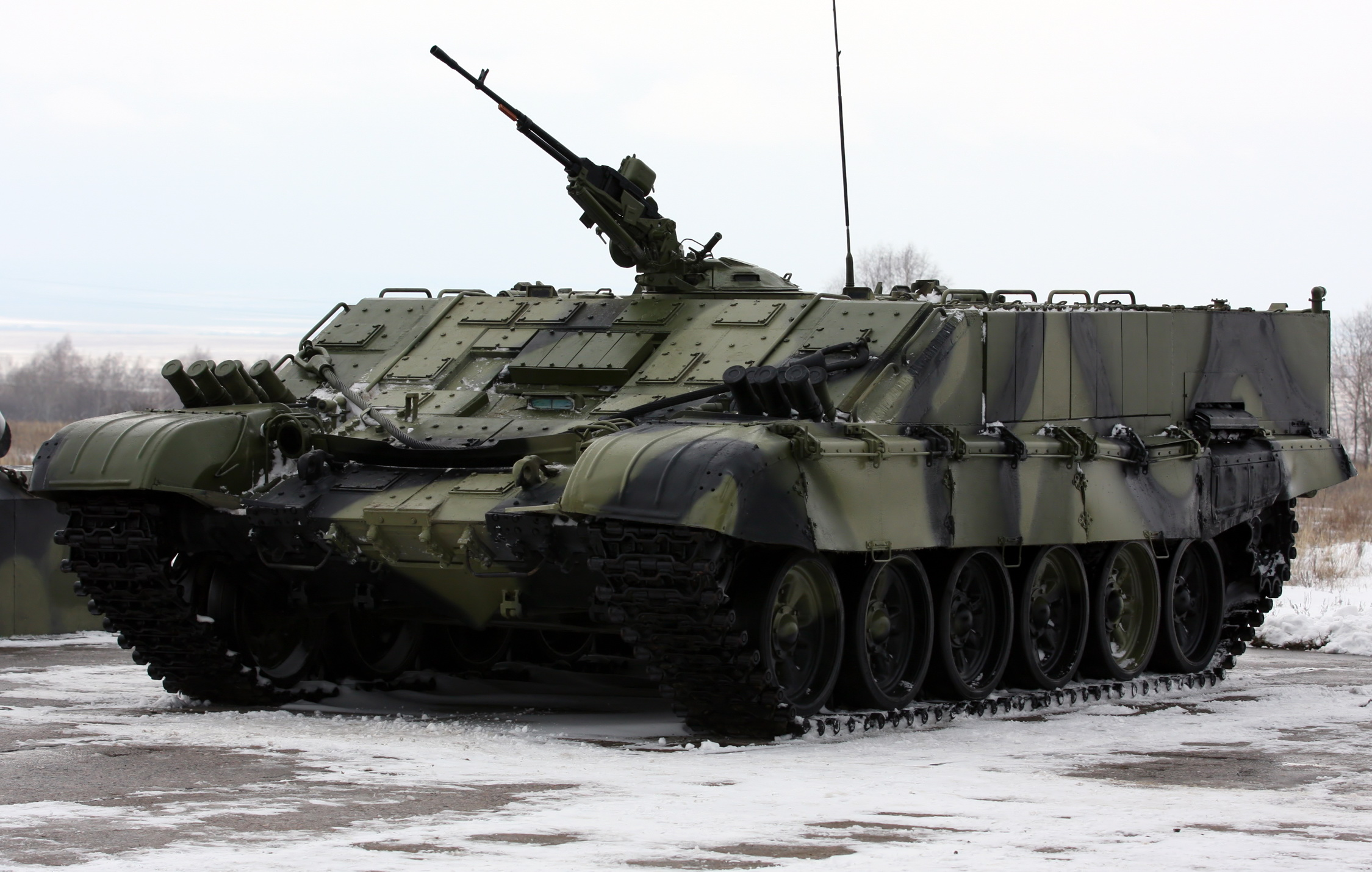
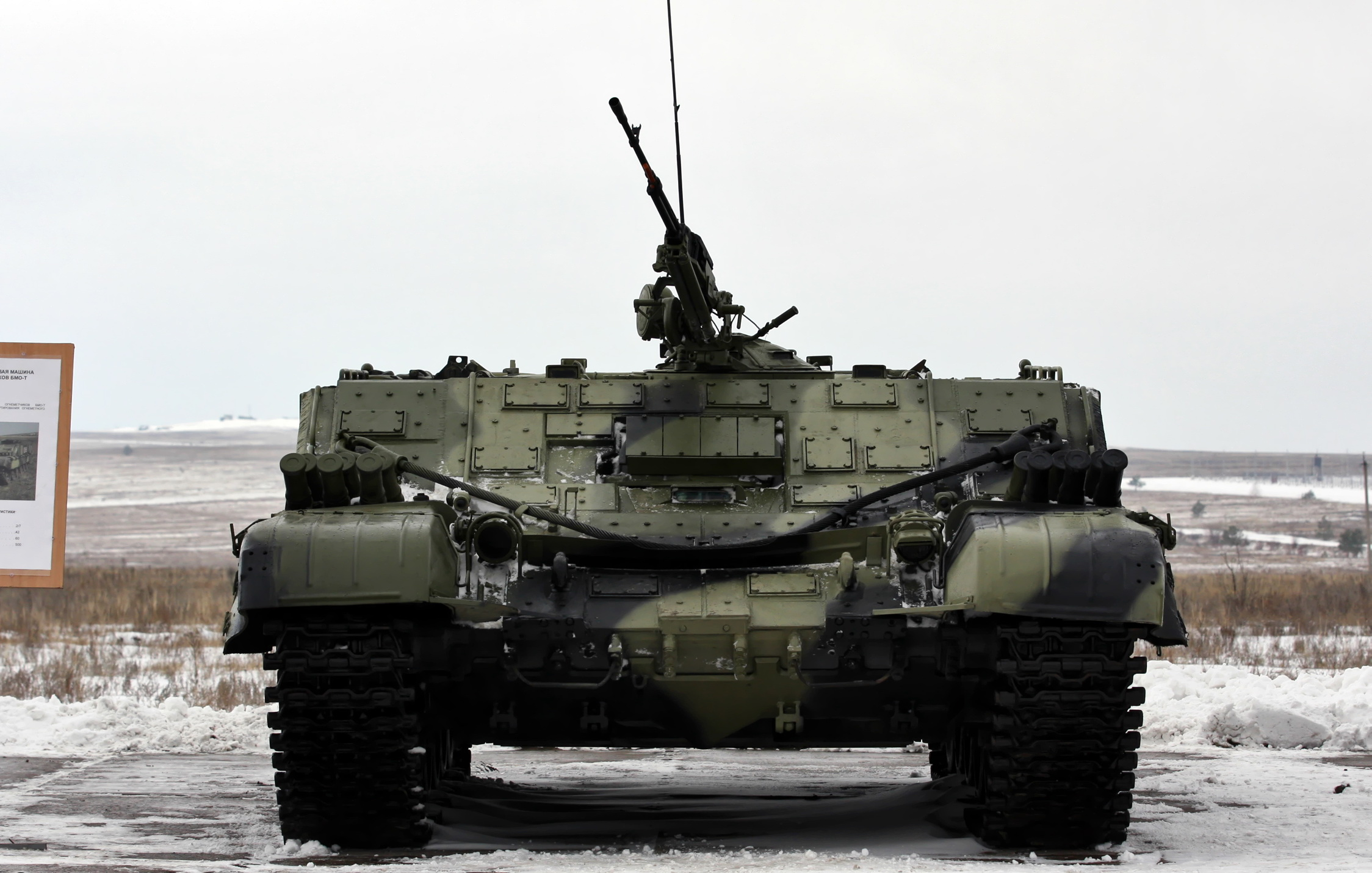
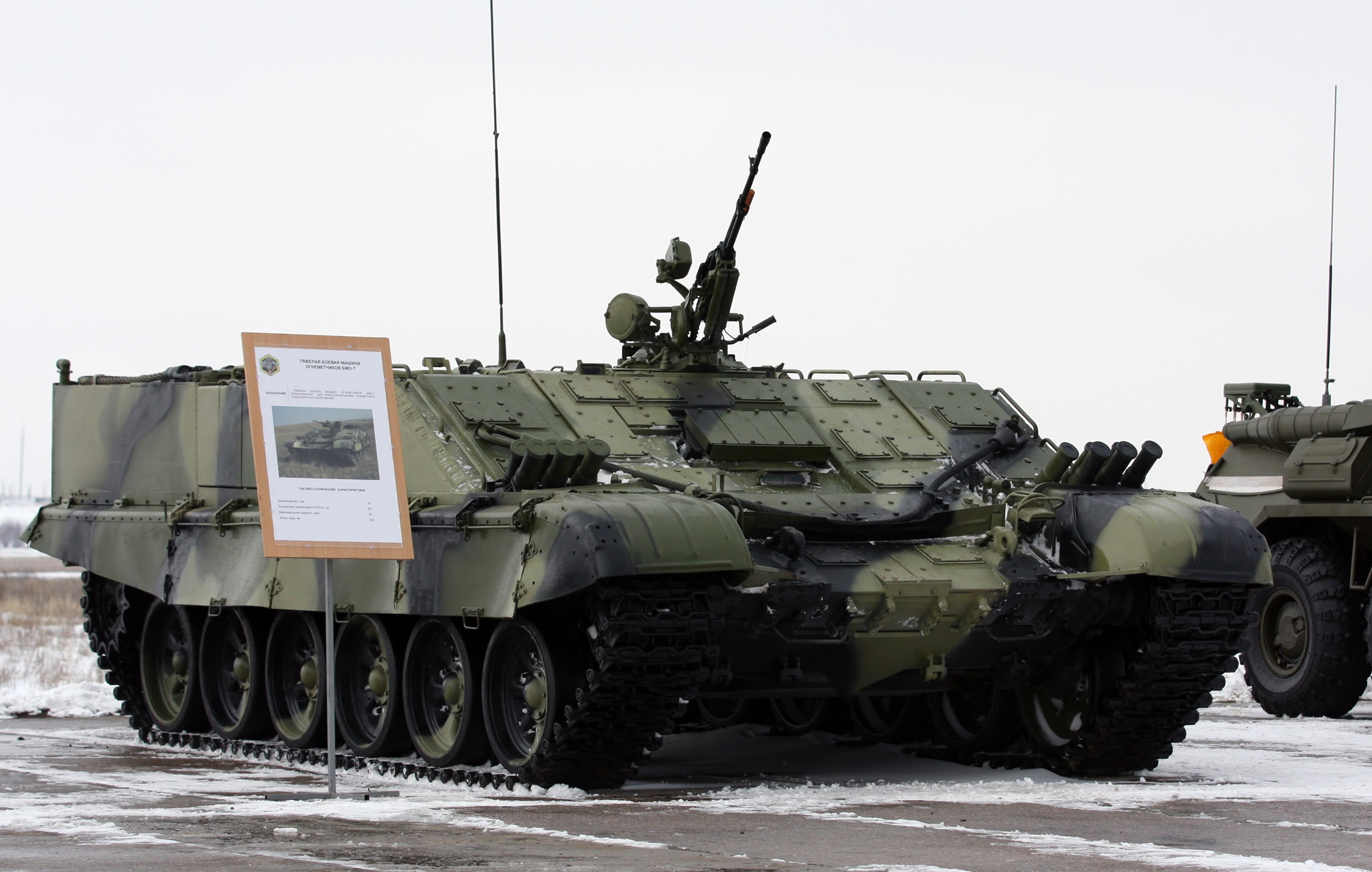
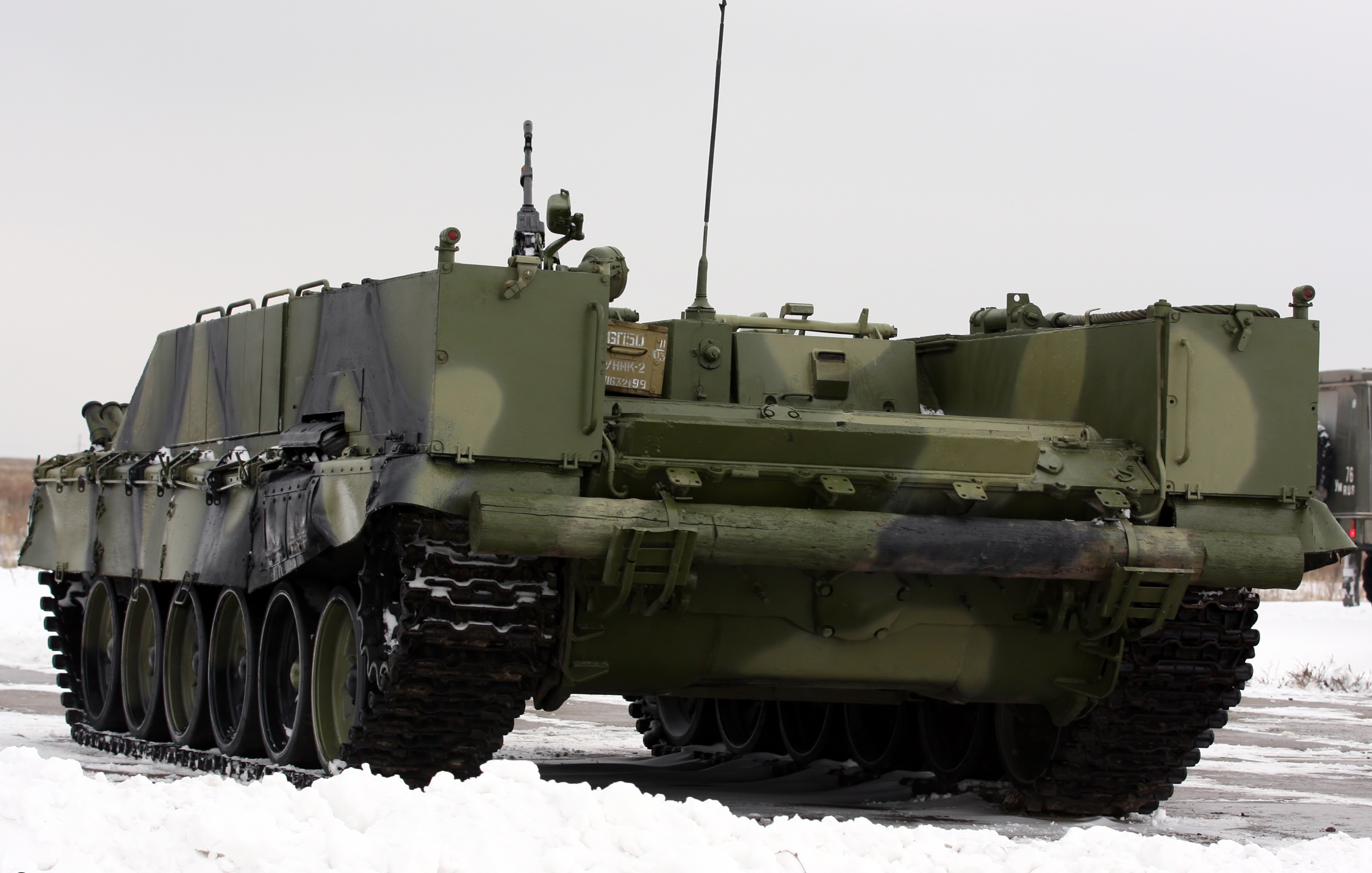
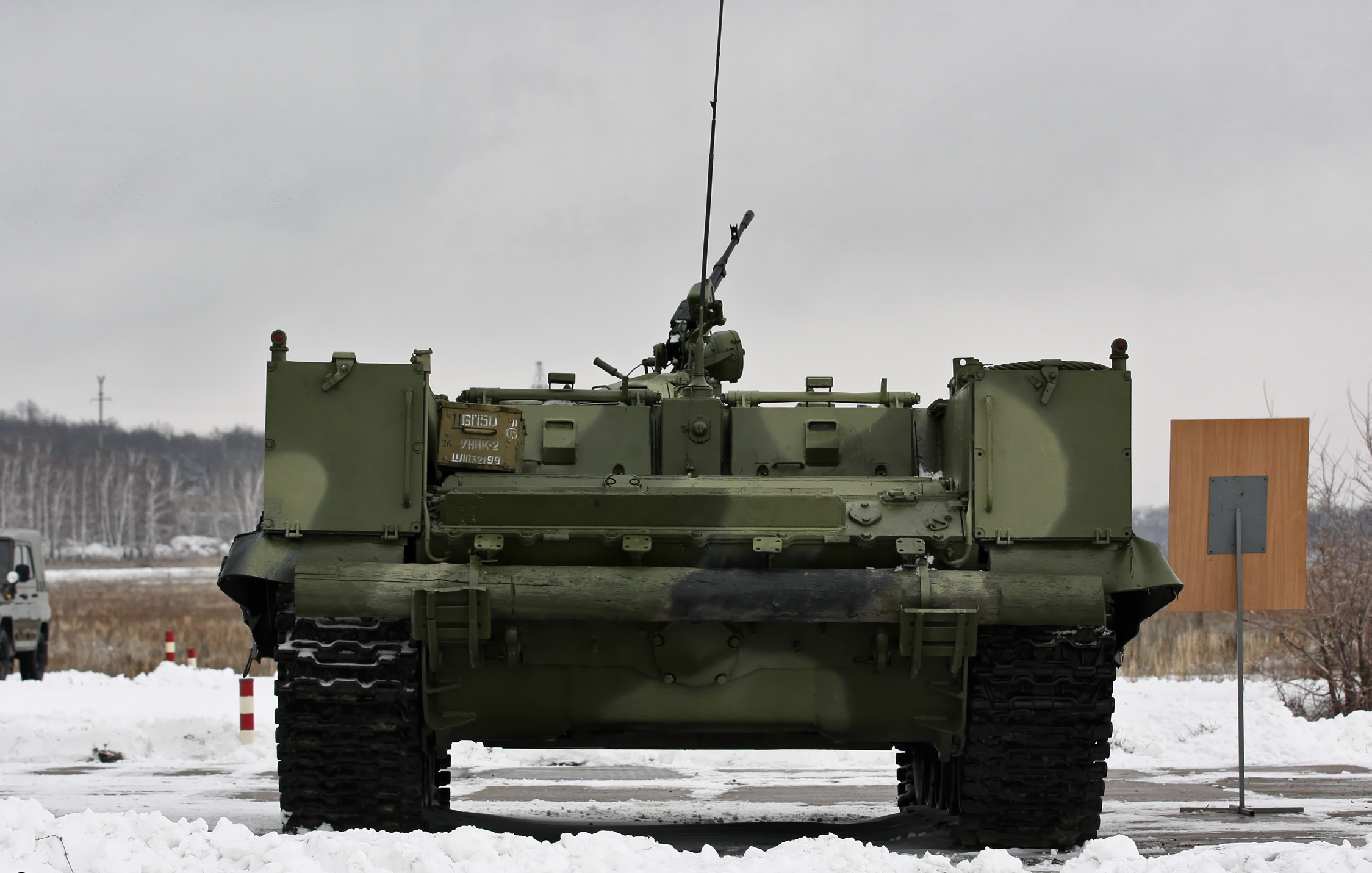